# Abel Canavarro
António Abel Rodrigues Canavarro (1 de Março de 1961) é um teólogo português.

## Biografia
Sacerdote da Diocese de Vila Real, foi ordenado a 13 de setembro de 1987 e especializou-se em Teologia Espiritual na Pontificia Universidade de Comillas (Madrid) com a tese "O Discernimento na 'Imitação de Cristo'". Viveu no Pontifício Colégio Português, em Roma, durante o período em que preparava o Doutoramento em Teologia Espiritual, grau que obteve pela Universidade Gregoriana de Roma com a tese "O P. Diogo Monteiro (1561-1634) e a sua 'Arte de Orar'", obra editada pela Faculdade de Teologia de Braga como número 3 da colecção Memorabilia Christiana.
Autor de inúmeros artigos, sebentas, prelecções e prólixas homilias exortatórias. Capelão da Igreja dos Congregados no Porto. Prefeito do Seminário Maior do Porto - Seminário de Nossa Senhora da Conceição - e professor de Teologia Espiritual, Soteriologia, Patrística, Mariologia, Seminários e inúmeras outras cadeiras opcionais da área de espiritualidade (sobretudo as dezenas por si ministradas acerca de "Novas Espiritualidades"), na Universidade Católica Portuguesa - Porto -, bem como reconhecido conferencista afamado pelo seu modo emprestado de comunicar e orientador de mais de 10 brilhantes teses.
Nos últimos tempos tem-se, igualmente, dedicado à árdua tarefa de dar a conhecer a história do Seminário Diocesano de Vila Real, tendo, para o efeito, lido, sublinhado e redigido um considerável número de textos informativos.
No ano de 2012 foi nomeado para reitor do seminário de Vila Real e em 2018 foi chamado a desempenhar, com brio e coragem, o cargo de director-auxiliar da Faculdade de Teologia da Universidade Católica no Porto. Nessa tomada de posse proferiu um discurso afoito e por vezes lúcido em que definiu as grandes prioridades para o seu mandato: acabar com a investigação, colocar a Faculdade de Teologia ao serviço dos seminários, empregar presbíteros como docentes, investir um grande esforço na luta contra as maledicências e carreirismos.
O seu cargo foi reconduzido após o primeiro ciclo devido à qualidade do seu empenho, bem por na ocasião estar a decorrer uma mudança de procedimentos na dita Faculdade. Manteve no dizer do seu falar de tomada de posse as linhas orientadoras antes depositadas, o que o levou a escrever diversos prefácios de obras com textos de outras pessoas e a coordenar muitos eventos com muitas outra gente.
1. ↑  Elenco da Colecção Memorabilia Christiana , consultado a 19 de junho de 2019.
2. ↑  «Resenha histórica do Seminário de Vila Real». Consultado em 20 de julho de 2006. Arquivado do original em 9 de agosto de 2006
3. ↑  «Tomada de Posse do novo Diretor Adjunto do núcleo do Porto da Faculdade de Teologia | Católica Porto». www.porto.ucp.pt. Consultado em 26 de junho de 2018
4. ↑  «Um Só Corpo, Um Só Batismo (Ef 4, 4-5) | Wook». https://www.wook.pt/. Consultado em 27 de fevereiro de 2023
5. ↑  «O Evangelho da Família em Tempos de Mudança| Wook». https://www.wook.pt/. Consultado em 27 de fevereiro de 2023

.

## Lista selecta de publicações
- "O P. Diogo Monteiro (1561-1634) e a sua 'Arte de Orar'", Braga: UCP, 1992, 198 pp.
- "O Discernimento Espiritual na 'Imitação de Cristo'", in Humanística e Teologia XII/1 (1991), 55-90
- "Novos movimentos de espiritualidade e interpretação pastoral", in Humanística e Teologia XXV/2 (2004), 269-289